# 2-乙基己醇
2-乙基己醇是一种有机化合物，分子式为C8H18O，它是一种具有手性的支链醇。

## 性质
无色有特殊气味液体。可燃。粘度：9.8 mPa·s（20°C）。
溶于约720倍的水，与醇、醚和氯仿等多数有机溶剂互溶。与水形成共沸混合物，其中水占20％，共沸点99.1°C。

## 制备
1、丙烯与合成气经羰基合成得到丁醛，后者两分子羟醛缩合得到2-乙基-2-己烯醛，最后加氢，得到2-乙基-1-己醇。
{\displaystyle {\rm {\ CH_{3}CH\!=\!CH_{2}+CO+H_{2}\ {\xrightarrow[{150\!-\!200^{\circ }C,\ 20MPa}]{cat.}}\ }}}{\displaystyle {\rm {\ CH_{3}CH_{2}CH_{2}CHO}}}
{\displaystyle {\rm {\ 2CH_{3}CH_{2}CH_{2}CHO\ {\xrightarrow {-H_{2}O}}\ }}}{\displaystyle {\rm {\ CH_{3}CH_{2}CH_{2}CH\!=\!C(C_{2}H_{5})CHO}}}
{\displaystyle {\rm {\ CH_{3}CH_{2}CH_{2}CH\!=\!C(C_{2}H_{5})CHO\ {\xrightarrow {+2H_{2}}}\ }}}{\displaystyle {\rm {\ CH_{3}CH_{2}CH_{2}CH_{2}CH(C_{2}H_{5})CH_{2}OH}}}
2、两分子乙醛羟醛加成为丁醇醛，失水得巴豆醛，加氢等正丁醛，然后两分子正丁醛缩合为2-乙基-2-己烯醛，最后加氢得2-乙基-1-己醇。
{\displaystyle {\rm {\ 2CH_{3}CHO\ {\xrightarrow {NaOH}}\ CH_{3}CH(OH)CH_{2}CHO\ {\xrightarrow {-H_{2}O}}\ }}}{\displaystyle {\rm {\ CH_{3}CH\!=\!CHCHO\ {\xrightarrow[{Ni}]{H_{2}}}\ CH_{3}CH_{2}CH_{2}CHO}}}
正丁醛缩合失水以及产物加氢的方程式与（1）中相同。

## 用途
用于制取鄰苯二甲酸二(2-乙基己基)酯、对苯二甲酸二(2-乙基己基)酯、壬二酸二异辛酯和癸二酸二异辛酯等增塑剂。也用于合成抗氧化剂、润滑剂、消泡剂、溶剂，用于照相、纸张上浆、胶乳和织物印染等方面。